# 국제언론자유상
국제언론자유상은 "인권 침해에 대한 진실 규명을 위해 대가를 치렀다는 점에서 귀감이 될 만하고 언론자유 신장에 기여한 공로가 있는언론인에 대하여 미국에 본부를 두고 있는국제언론단체인 언론인보호위원회(CPJ)에서 매년 정하는 상이다.

## 역대 수상자
| 연도   | 수상자                                                                   | |
| ------ | ------------------------------------------------------------------------ | --- |
| 1989년 | 우 윈 틴 한사와티 기자                                                   | 반정부 성향의 신문사 기자이자 1989년 미얀마에서 체포돼 공산당원이라는 혐의로 징역14년형 선고받고 군부독재에 항거한 최장기수이자 아웅산 수치 여사와 함께 제1야당 민주주의민족동맹(NLD)을 창설한 언론인. 수감 뒤 여러 국제 언론자유상을 받았고, 석방 뒤 2011년 민정 이양 때까지 NLD를 통해 정치 활동을 계속했다. 양곤 종합병원에서 21일, 84세의 나이로 사망했다. |
| 1995년 | 아마드 타우피크                                                          | 자유언론단체인 독립언론인연맹 회장, 정부의 부패사건을 다룬 보도로 수하르토 대통령의 미움을 사 징역 32개월을 선고받고 복역중, 1994년 수하르토 정부의 부패 등을 다뤘다는 이유로 <템포> 등 주요 시사주간지들을 폐간 조치에 대한 반대운동 주도 |
| 1995년 | 프레드 움멤베 더 포스트 편집국장                                         | 정부내 부패 권력남용, 마약밀매 등을 보도해 100년이상의 징역형을 구형받은 상태 |
| 1995년 | 호세 루벤 사모라 마로킨 <싱글로21>편집장                                 | 군과 정부내 부패 및 인권유린을 추적해 살해위협에 시달리고 있으며 휘하의 기자들은 끊임없는 테러의 표적이 돼 왔다. |
| 1995년 | 베로니카 게린 <선데이 인디펜던트> 기자                                   | 직범죄 등을 추적조사함. 마약밀매 조직의 두목 등 범죄자 추적조사 중 총격을 받아 다리를 다친 뒤 또 다시 피습대 눈 한쪽을 잃었다. |
| 1995년 | 예브게니 키셀요프 <NTV>의 공동설립자                                     | 러시아 최초 민영방송사 <NTV>. 러시아의 체첸 침공 관련보도 중 당국의 압력과 위협에 저항하며 공정보도 |
| 1996년 | Kuttab                                                                   | 아랍어 동 예루살렘 매일 알 - 쿠드 기자와 칼럼니스트, 기자와 지금 소멸 영어 매주 알 - 파 지르 이후 관리 편집자로 일했으며, 다른 논문에 대한 기여로 예루살렘 포스트는 그들 사이. 그 시간 동안, 그는 체포 검색, 이스라엘 보도 검열에 대한 대중 시위에 참여 |
| 1996년 | 유수프 자밀 카슈미르 기자                                                | 인도 카슈미르의 내전 종군기자 |
| 1996년 | BlancornelasZETA 편집장                                                  | 멕시코의 부패와 마약 밀매 보도 |
| 1996년 | 슐츠 버거                                                                | 특별상(벤자민 버튼상): 뉴욕타임즈 회장 겸 최고 경영자 (CEO) |
| 1997년 | 인 찬 · 시에 충-리앙 아시아 위클리 매거진 기자                           | 빌 클린턴 美대통령에 대한 대만 국민당의 정치 헌금을 폭로 |
| 1997년 | 크리스틴 아냐우선데이 매거진 편집장                                      | 15년간 투옥되면서도 독재에 항거 |
| 1997년 | 빅토르 이반치 트리뷴 기자                                                | |
| 1997년 | 옐레나 마추크 N-TV 기자                                                  | 체첸 사태를 파헤친 기자 |
| 1997년 | 프리덤 네루다 라 봐誌의 편집 간부                                        | |
| 1997년 | 테드 코플                                                                | 특별상: ABC-TV `나이트라인' 진행 |
| 1997년 | 프레드 프렌들리                                                          | 특별상: 1960년대 베트남 전쟁을 보도한 바 있는 CBS 방송 前사장 |
| 2001년 | 마젠 다나(43) 로이터 통신 분쟁지역 전문기자                              | 이스라엘-팔레스타인 분쟁지역인 요르단강 서안의 헤브론 지역에서 취재한 공로 |
| 2002년 | 고(故) 대니얼 펄 기자(전 월스트리트저널 동남아지국장)                    | 취재중 이슬람 무장단체에 납치돼 살해 |
| 2002년 | 이그나시오 고메스                                                        | 방글라데시의 티 푸 술탄, 카자흐스탄의 이리나 페트로쇼바, 에리트레아의 페샤예 요 한네스 |
| 2002년 | 티 푸 술탄                                                               | |
| 2002년 | 이리나 페트로쇼바                                                        | |
| 2002년 | 페샤예 요 한네스                                                         | |
| 2005년 | 루치오 플라비오 핀토 신문발행인                                          | 아마존 지역의 마약밀수와 환경파괴,정치및 기업 부패등을 보도한 후 살해위협 |
| 2005년 | 갈리마 부하르바에바와 발행인                                             | 안디잔에서 발생한 시위대 학살사건을 보도한 후 당국으로부터 체포위협에 직면, 현재 미국에 망명 |
| 2005년 | 스 타오 인터넷 프리랜서 언론인 등 3명의 언론인                           | 국가기밀을 유출한 죄목으로 현재 10년형을 복역 중 |
| 2005년 | 베아트리스 음테트와 변호사                                               | 수차례의 체포와 구타에도 불구하고 언론인 변호에 나서 2명의 영국기자를 포함해 수명의 언론인들을 석방시켰다. |
| 2005년 | 피터 제닝스 TV 앵커                                                      | 공로상: 버튼 벤저민 기념상 |
| 2006년 | 스타오(師濤.38) 기자                                                     | 2005년 4월 30일, ‘외국에 국가기밀을 누설했다’는 죄로 10년 형을 받고 후난(湖南)성 츠산(赤山) 형무소에 갇혀 있다 |
|        | J.S. 티싸이나야감 기자                                                   | 타밀반군과 스리랑카 정부간의 내전에서 정부군이 부당한 방법으로 타밀족을 공격했다는 내용의 보도를 했다가 타밀반군의 돈을 받고 사회 불화를 조장하는 기사를 쓴 혐의로 지난해 3월 체포됐으며 징역 20년형을 선고받았다. 이에 대해 버락 오바마 미국 대통령은 "언론인 박해의 상징적인 사례"라며 비판했다.                                                             |
| 2008년 | 파리다 네크자드(34) 여성 기자                                            | 2004년 아프간 여성·아동 인권을 다루는 언론사인 ‘와크트 뉴스 에이전시’와 아프간 독립언론사인 ‘파지와크 아프간 뉴스’를 설립한 중견 언론인 |
| 2009년 | '                                                                        | |
| 2010년 | 모하마디 다바리 뉴스웹사이트 ‘사함’ 편집국장                             | 카흐리작 소년원에서 벌어진 성폭행·고문 등 인권 학대 현장을 고발한 이후 5년의 징역형을 선고받았다. |
| 2010년 | 나디라 이사예바 북부 코카서스 지역의 다게스탄 주간지 ‘체르노빅’ 편집국장 | 부패하고 폭력적인 이 지역 당국의 비리를 폭로해 관련 기관의 표적이 된 언론인 |
| 2010년 | 다윗 케베드                                                              | 2005년 선거 폭력사태를 취재 |
| 2010년 | 로리노 마르케스                                                          | 우고 차베스 대통령과 설전을 주고받았다 |
| 2010년 | 아르예 나이어 미국 ‘열린사회재단’ 대표                                   | 특별상: 버튼 벤저민상 |
| 2012년 | 마우리 쾨니히 탐사보도 전문기자                                          | 군 병력 확충을 위해 브라질 어린이들이 납치되는 사건을 보도하다 여러 차례 살해 협박에 시달리기도 하는 등 22년간 인권침해 사례들과 부패 문제를 추적한 베테랑 기자 |
| 2012년 | 왕첸 감독                                                                | 2008년 베이징올림픽을 앞두고 티베트 인들의 생활상을 담은 단편 다큐멘터리를 제작해 중국 사법당국으로부터 징역 6년을 선고 |
| 2012년 | 인권운동활동가이자 언론인인 아스카로브 기자                              | 정부 고위 관료들의 권력 남용 실태를 고발하다 종신형을 받았다. |
| 2012년 | 마에 아장고 기자                                                         | 여성의 할례 의식에 대한 기사를 썼다가 몇 주간 잠적해야 했다. |
| 2013년 | 유명 시사평론가이자 코미디언인 바셈 유세프                               | 이집트의 민영방송사인 CBC의 프로그램인 `엘베르나메그'를 진행하다 군부를 모독했다는 이유로 최근 도중하차 |
| 2013년 | TV 방송국 여기자 자넷 히노스트로자                                       | 에콰도르 민영 TV 방송국인 텔레아마조네스 히노스트로자는 에콰도르 대통령 형제와 관련한 부패사건을 보도했다가 협박에 시달리고 아침 뉴스 프로그램 출연을 중단하라는 압력 |
| 2013년 | 포스타 신문의 탐사전문 기자인 네딤 세너                                  | 반(反) 정부 성향의 보도를 했다는 이유로 1년간 교도소생활을 한 뒤 현재 재판을 기다리고 있다. |
| 2013년 | 유명 블로거 응우옌 반 하이                                               | 부정부패를 공격했다가 `반(反) 국가 선동' 혐의로 징역 12년을 선고 |
| 2014년 | Aung Zaw 이라 와디 편집장                                                | 구속된 언론인 |
| 2014년 | Siamak Ghaderi IRNA 전 편집장                                            | |
| 2014년 | Mikhail Zygar Dozhd 편집장                                               | |
| 2014년 | Ferial Haffajee City Press 편집장                                        | |
| 2014년 | Jorge RamosAnchor, Univision News                                        | 특별상(벤자민 버튼상) |